# Сениор, Нассау Уильям
Нассау Уильям Се́ниор (англ. Senior, Nassau William, 1790—1864) — английский экономист. В Энциклопедии Брокгауза и Ефрона написание имени в ином порядке: Уильям Нассау.

## Биография
Получил образование в Итоне и Оксфордском университете (Магдалинский колледж). В университете был одним из частных учеников Ричарда Уотли — будущего архиепископа Дублинского, с кем был связан узами пожизненной дружбы. Среди других видных личностей, с которыми впоследствии Сениор был связан дружбой, следует назвать маркиза Алексиса Токвиля — видного французского мыслителя, впоследствии министра иностранных дел Франции — с ним Сениор впервые встретился в 1833 году. В 1811 Сениор получил степень бакалавра, в 1819 — право адвокатской практики.
В 1821 году женился, в браке родились сын (1822—1891) и дочь (1825—1907).
В двадцатые годы совмещал адвокатскую практику с преподаванием и написанием статей по экономике, в тридцатые годы к этому добавилась политическая деятельность. После открытия в Оксфорде кафедры политической экономии в 1825 году, Сениор становится первым её главой (1825—1830); и повторно избирается на срок 1847—1852 гг. В промежутке между этим занимал руководящие посты в различных правительственных комиссиях по вопросам труда в промышленности. В 1830 году лорд Мельбурн приглашает Сениора к участию в комиссии по совершенствованию законодательства о забастовках. В 1832 году Сениор входит в комиссию по законодательству о бедных, а в 1837 году — в комиссию по ткачам. Доклад по итогам последней Сениор издаёт в 1841 году, включив в него и идеи, разработанные им за несколько лет до этого, в годы работы в комиссии по забастовкам. В 1836 году при канцлере лорде Коттенхэме был назначен судебным исполнителем. Блауг называет Сениора

первым теоретиком-экономистом, который многие годы оказывал консультативные услуги политикам — а именно, членам партии Вигов того времени — как в официальном, так и в частном порядке.
В 1864 году Сениор получает назначение в комиссию по исследованию состояния народного образования в Англии. В последние годы жизни, во время поездок по зарубежным странам, Сениор внимательно изучает местную политическую и социальную жизнь. Изданные впоследствии несколько томов его дневниковых записей содержат немало занятных сведений; впрочем автор, видимо, переоценивал важность этих социальных наблюдений. На протяжении многих лет Сениор публиковал регулярные заметки в Edinburgh Quarterly, London Review и North British Review, выступая на их страницах как на политические и экономические темы, так и с литературно-критическими обзорами.

## Сениор в политической экономии
Возглавляя кафедру в Оксфорде, Сениор попытался дать развитие некоторым положениям господствовавшей в то время школы классической английской политической экономии, в частности: учению о фонде заработной платы, о земельной ренте, о стоимости и т. д.
В «Очерках политической экономии» (1836) Сениор сформулировал «теорию воздержания», согласно которой стоимость определяется не трудом, а издержками производства, которые определяются трудом и капиталом. При этом в категории труда Сениор акцентирует внимание не на производственной деятельности, а на «жертве», приносимой рабочими и капиталистами, теряющими покой и отдых ради получения жизненных благ. Капитал, по Сениору, возникает в результате того, что капиталист воздерживается от непроизводительной траты своих средств в текущий момент во имя получения прибыли в будущем. Таким образом, заработная плата и прибыль являются вознаграждением за эти жертвы рабочих и капиталистов. Стоимость, по Сениору, определяется, наряду с отношением между спросом и предложением, не только издержками производства, реально понесёнными капиталистом, но и теми издержками, которые потребовались бы для производства товара в момент его продажи. Обе этих оценки (со стороны продавца и со стороны покупателя) предопределяют высшие и низшие пределы колебаний рыночной цены.
Анализ того, что Сениор назвал «воздержанием», задолго до него утвердился в английской экономической науке, как и роль сбережений. То же самое обозначают термины А. Смита «бережливость» или «умеренность». Практически все экономисты, писавшие после 1776 года, имели дело с этим понятием, объективно Сениор лишь довёл до сознания людей существующую теоретическую концепцию. Однако эта теория вызвала, возможно, наиболее едкие насмешки Маркса относительно «апологетической природы буржуазной экономической науки».
Вклад Сениора высоко оценивался Й. Шумпетером:

В нашей картине он войдет в триумвират с Мальтусом и Рикардо: он был одним из троих англичан, чьи работы являются основными перекидными мостиками между А. Смитом и Дж. С. Миллем.
Среди причин, по которым Сениор недооценивается экономистами, Шумпетер называет его странный талант «влипать во что попало» — изрекать нелепости, в частности получившую название «теория последнего часа Сениора». В сочинениях, написанных по результатам работы в различных правительственных комиссиях, Сениор пытался теоретически обосновать невозможность сокращения рабочего дня (при том, что его продолжительность составляла в то время 11,5 ч). Он аргументировал это тем, что чистая прибыль создаётся якобы лишь в течение последнего часа работы, и таким образом сокращение рабочего дня отрицательно отразится на экономике, так как для предпринимателей якобы исчезнут стимулы хозяйственной деятельности. Абсурдность теории последнего часа в конце концов признал и сам Сениор, вынужденный от неё впоследствии отказаться, однако она сыграла свою реакционную роль в борьбе рабочего класса Англии за сокращение рабочего дня до 10 часов в 1830-е годы. После того как принятые в 1847 фабричные законы, ограничившие труд женщин и несовершеннолетних 10 часами, не помешали промышленному росту, Сениор стал сторонником распространения фабричных законов и на те отрасли промышленности, которые ими ещё не регулировались.

## Некоторые опубликованные труды
- Three Lectures on the Cost of obtaining Money and on some Effects of Private and Government Paper Money (1830)
- Three Lectures on Wages and on the Effects of Absenteeism, Machinery and War, with a Preface on the Causes and Remedies of the Present Disturbances (1830, 2nd ed. 1831)
- An Outline of the Science of Political Economy («Очерки политической экономии», 1836)
- Letters on the Factory Act, as it affects the Cotton Manufacture (1837)
- Four Introductory Lectures on Political Economy (1852).